# 미주리주
미주리주(영어: State of Missouri)는 미국 중서부에 있는 주이다. 북쪽으로 아이오와주, 동쪽으로 미시시피강을 끼고 일리노이주·켄터키주·테네시주, 남쪽으로 아칸소주, 서쪽으로 오클라호마주·캔자스주·네브래스카주(뒷 두 주와는 미주리 강을 사이에 두고 있다)와 접한다.
1820년, 미주리 타협으로 노예주에 속했으며, 결국 남북 전쟁 당시 북부 지지자와 남부 지지자가 반반씩 갈리고 말았다. 33대 대통령 해리 트루먼이 러마 시 출신이다.

## 역사

### 초기 역사
미주리 지방에 다른 주민들이 오기 오래 전에 마운드 빌더스로 알려진 인디언들이 살고 있었다. 인디언들은 지역에 다양한 예술적 흙무더기를 지었다. 유럽인들이 처음으로 도착하였을 때 많은 인디언 종족들이 미주리에 살았다. 미주리 족은 현재의 미주리 동중부에 속하는 지역에 거주하였다. 오세이지 족은 남부와 서부에 속하는 지역들에서 살고 사냥을 하였다. 다른 부족들에는 북부에 살던 폭스 족과 사우크 족이 포함된다.

### 탐험
프랑스의 탐험가 자크 마르케트 신부와 루이 졸리에는 아마 미주리 강의 입구를 본 첫 유럽인들이었을 것이다. 1673년, 그들은 미주리 강이 미시시피강과 만나는 곳에 기호를 붙였다. 1682년, 다른 프랑스의 탐험가 르네-로베르 카블리에 드 라 살은 미시시피 강을 여행하고 미시시피 강 유역을 프랑스령으로 주장하였다. 라 살은 국왕 루이 14세의 명예를 기려 지방을 "루이지애나"라고 이름을 지었다.
그 이후 프랑스의 사냥꾼과 모피 교역인들이 강을 따라 교역지들을 설립하였다. 인디언들을 개종시키려는 프랑스의 선교사들은 다수의 양성소를 창립하였다. 금과 은의 인디언 설화들은 다른 프랑스의 시굴자들을 끌어들였다. 이 모험가들은 현재 세인트프랜시스 카운티에 속하는 지역에서 납과 소금을 찾아 이 광물 자원들을 채굴하려고 남아있었다.

### 정착

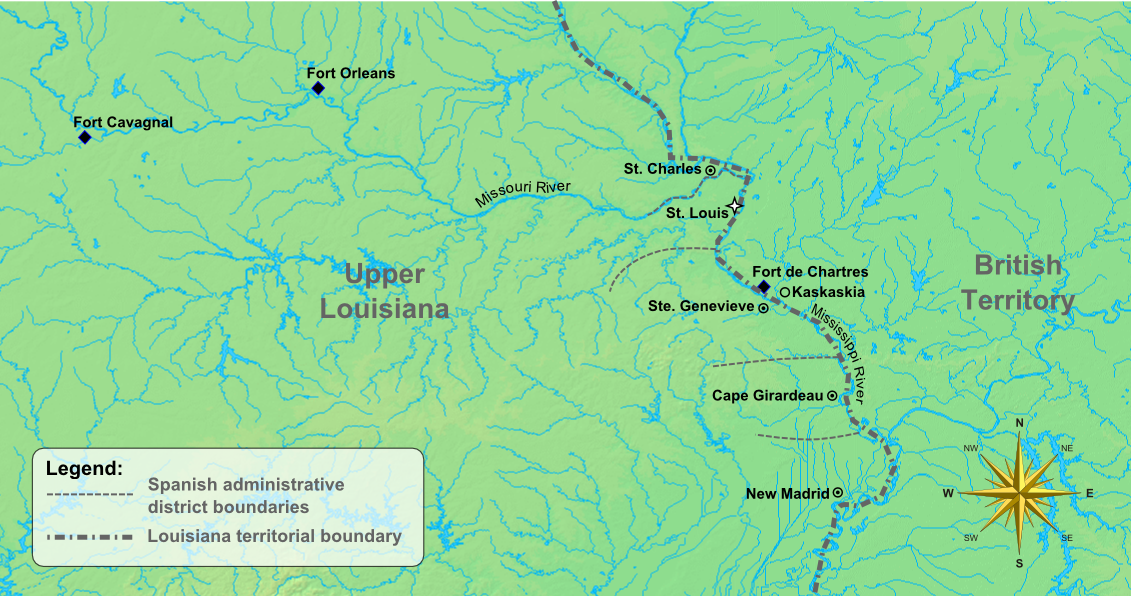
초기의 미주리 정착지와 교역지들

1700년 경에 예수회 선교사들은 미주리에 첫 유럽인 정착지 세인트 프랜시스 사비어의 양성소를 설립하였다. 그들은 양성소를 오늘날 세인트루이스 근처의 대지에 세웠다. 1703년, 양성소는 근처에 비위생적인 습지라는 이유로 버림받았다. 1735년 경에 현재 일리노이에서 온 정착자들이 세인트제네비에브에 미주리의 첫 영구적 백인 정착지를 설립하였다. 1764년, 피에르 라클레드와 르네 오귀스트 슈토가 세인트루이스를 창립하였다.
1762년에 조인된 비밀적 조약에 따라 프랑스는 미시시피 강 서부의 모든 영토를 스페인에게 포기하였다. 프랑스와 스페인은 7년 전쟁의 동맹국으로 지내왔다. 스페인인들은 지방에 도착한 동부에서 온 개척자들에게 용기를 주었고 정착자들은 스페인의 대지에 쏟아져 들어왔다. 그들의 하나는 유명한 변경 개척자 대니얼 분이었다. 스페인이 그에게 대지의 대략 850 에이커(340 헥타르)를 허가한 후 1799년에 분은 현재의 세인트찰스 카운티로 이주하였다. 1800년, 스페인은 분을 지방행정 장관으로 임명하였다.
그해에 프랑스의 통치자 나폴레옹 보나파르트는 미시시피 강 서부의 영토를 프랑스에 반환하도록 스페인에 강요하였다. 그때에 와서 오늘날 미주리의 거의는 탐험되고 많은 공동체들이 설립되었다. 유럽에서 자신의 전쟁에 사용하기 위해 돈이 필요한 나폴레옹은 1803년,루이지애나 영토를 미국에 팔았다. 영토의 북부는 루이지애나 상부로 불리었고 오늘날의 미주리주를 포함하였다. 루이지애나 상부는 33도 선으로부터 북부로 캐나다, 서부로 로키산맥까지 뻗었다. 1812년, 미국 의회는 미주리 영토를 결성하였다.
1811년 후반과 1812년 초반에 미국을 강타한 3개의 강진들이 미주리의 뉴마드리드 지역에 집중되었다. 과학자들은 지진이 리히터 규모 8 혹은 그 이상으로 측량되어 1906년의 샌프란시스코 지진보다 더욱 강했다고 믿는다. 다행히도 그 지방에 많은 사람들이 살고 있지 않았다. 지진의 강도에 비해서 재산 피해와 사망자수는 작았다.

### 준주 시대
미주리 준주는 20,000명 이상의 인구와 함께 시작되었다. 농업과 광업은 번성하고, 학교와 교회들이 지어졌다. 인디언들의 고대 사냥터들이 사라지고 미주리 준주에 너무나 많은 정착자들이 쏟아져 들어왔다. 몇 년 동안에 인디언들은 경계 지방 정착자들에 대항하여 싸웠다.
1812년, 미영 전쟁이 일어나자, 영국은 인디언들에게 무기를 주어 그들에게 미주리 개척자들을 공격하도록 용기를 주었다. 정착자들은 보호를 위하여 요새와 통나무 방책들을 지었다. 전쟁이 끝난 후에도 인디언들은 지속적으로 많은 정착지들을 급습하였다. 1815년, 인디언들과 미국 정부가 포티지드수 조약을 맺은 후 공격이 끝났다.

### 주 승격과 확장
1818년, 미주리는 합중국에 편입되기 위해 미국 의회에 물었다. 준주는 주로 흑인 노예들을 데려온 남부인들이 정착하였다. 노예주로서 편입을 위한 미주리의 신청은 노예주의와 반노예주의 동정자들 사이에 국가적으로 넓은 분쟁을 일으켰다. 이 분쟁은 의회가 미주리 타협을 통과시킬 때까지 진정되지 않았다. 이 입법 아래에서 미주리는 1821년 8월 10일, 노예주로서 합중국에 들어갔다. 1820년, 인구 조사국은 준주에는 10,222명의 노예들을 포함하여 66,586명의 주민들이 살았다고 보였다. 미주리 주민들은 알렉산더 맥네어를 첫 주지사로 선출하였다.
미주리주가 합중국에 들어갔을 때에 국가의 서부 국경 지방이었다. 모피 교역은 주의 가장 중요한 산업이었다. 1822년 존 제이컵 애스터는 아메리카 모피 회사의 세인트루이스 지점을 결성하였다. 다음 12년 안에 애스터는 다른 모피 회사들의 대부분을 망치거나 매입하였다. 그는 미시시피 강 서부의 모피 교역에 가까운 독점권을 가졌다.
1836년, 의회는 인디언들로부터 플랫 카운티로 알려진 지역을 매입하는 데 찬성하였다. 대통령의 포고에 따라 1837년, 미주리주의 일부가 되었다. 이 지방은 미주리주의 서부 경계의 북부에서 미주리 강으로 뻗어있다.
1820년대 이래 미주리 주민들은 산타페이 산길에 멕시코인들과 정규적 무역을 계속 해왔다. 이 유명한 산길은 미주리주 인디펜던스를 남서부의 산타페이와 이었다. 남서부로부터 들여온 거대한 재산들이 미주리주로 쏟아져 들어오고 인디펜던스는 바쁘고 번영하는 마을이 되었다. 수천명의 정착자들이 태평양의 북서부로 따라간 거대한 오리건 산길도 또한 인디펜던스에서 시작되었다.

### 남북 전쟁
1857년, 미국 대법원은 역사적인 드레드 스콧 대 샌드퍼드 사건을 발표하였다. 법원은 미주리 노예 스콧이 단지 재산이며, 시민이 될 권리들을 가지지 않았다고 판정하였다. 심한 판정은 북부와 남부 사이에 아픈 느낌을 늘였다. 그 동안에 서부 경계 근처에 살던 많은 미주리 주민들은 새롭게 결성된 캔자스 준주가 자유주가 될 것 같은 위기에 놓였다. 더욱 많은 반노예주의 가족들이 캔자스에 정착하면서 미주리와 캔자스 주민들 사이에 산발적인 투쟁이 일어났다. 캔자스 주는 1861년에 자유주가 되었다. 캔자스와 미주리 주민들 간의 싸움은 남북 전쟁으로 들어가며 지속되었다.
미주리는 1861년에 국내적 관심의 중심지가 되었다. 국가는 미주리가 합중국에서 탈퇴하고 새롭게 형성된 맹방에 가입하는 것이 아닐까 생각이 들었다. 그해 초순에 클레이번 F. 잭슨이 주민들의 의지를 결심시키는 주의 집회를 추천하였다. 집회는 집회는 2월과 3월에 열렸다. 잭슨과 집회의 의원들은 강한 친남부적이었으나 집회는 합중국에 남도록 투표하였다. 미주리 주민의 대부분은 만약 전쟁이 다가오면 중립에 머물기를 원하였다.
1861년 4월, 남북 전쟁이 시작된 후, 에이브러햄 링컨 대통령은 미주리주로부터 군인들을 요구하였다. 잭슨 주지사는 링컨의 요구를 거부하였다. 북군과 잭슨이 주지사로서 명령을 내린 미주리 시민군이 6월 17일 분빌에서 충돌하였다. 이 전투는 미주리주에서 남북 전쟁의 첫 현실의 싸움이었다. 너대니얼 라이언 장군 아래의 북군은 시민군을 패주시키고 미주리주 북부의 통치를 얻었다. 잭슨과 그의 시민군은 자신들이 재결성한 미주리주의 남서부로 후퇴하였다. 그러고나서 그들은 스프링필드 근처에 있는 윌슨즈크리크로 전진하였다. 거기서 8월에 시민군과 남군은 피흘리는 전투에서 북군을 물리쳤다.
7월 22일, 주 집회가 다시 열려 친남부적 주의 지도자들을 사무소로부터 몰아내는 투표를 하였다. 집회는 친북부적 사람들과 함께 대체하였다. 해밀턴 R. 갬블이 주지사가 되었다. 9월 잭슨은 10월에 니어쇼에서 만날 입법을 요구하였다. 입법적인 개회를 여는 데 충분하지 못한 의원들이 참석하였다. 그러나 그 출석한 의원들은 합중국에서 탈퇴하고 맹방에 가입하는 투표를 하였다.
남군은 1862년 3월, 북군이 자신들을 아칸소주 피리지에서 꺾을 때까지 미주리주의 남서부에서 근거지를 통치하였다. 1864년, 스털링 프라이스 장군은 대담한 급슥에서 맹방을 위하여 미주리주를 재포획하려고 시도하였다. 그는 오늘날의 캔자스시티의 일부인 웨스트포트에서 패하였다. 프라이스의 패배는 주에서 전면적인 싸움의 종말을 표하였다. 전쟁을 통하여 북군과 남군 양쪽 게릴라들의 단체들이 미주리주의 시골을 공포의 도가니로 몰아넣었다. 그들은 타운들을 불태우고 약탈하였으며, 죄없는 주민들을 살인하였다.
1865년, 남북 전쟁이 끝난 후, 미주리주는 새 헌법을 채택하였다. 그 헌법은 자신이 친남부적이 아니라고 맹세하는 것을 거절한 아무에게 투표하는 권리를 부인한 조항을 포함하였다. 이 인기없는 조항은 1870년에 폐지되었다.

### 주로서의 향상

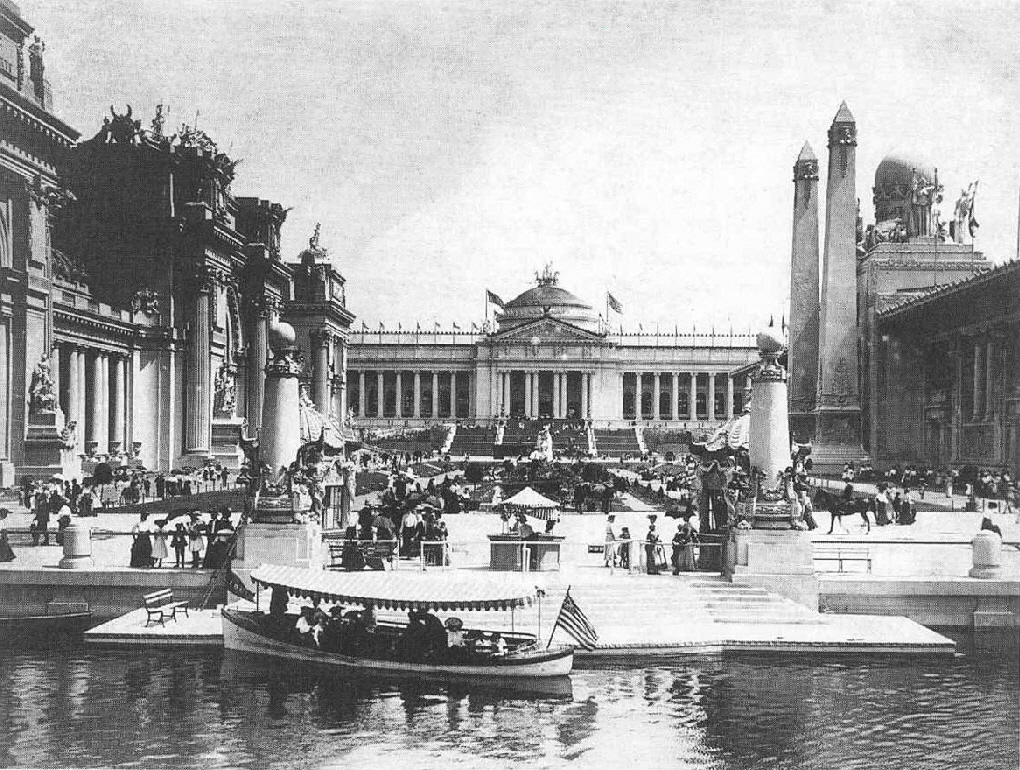
세인트루이스에서 열린 루이지애나 매입 박람회 (1904년)

1850년과 1970년, 사이에 미주리주에서 많은 변화들이 생겼다. 세인트루이스와 캔자스시티는 중요한 교통의 중심지들이 되었다. 경계 지방이 사라지고, 산타페이 산길에 멕시코와의 무역이 끝났다. 세인트루이스가 세계에서 거대한 모피 시장들 중 하나로 남아있음에 불구하고 모피 교역이 적게 중요해졌다. 소작인들은 밭들에서 일한 일부 노예들을 상대적으로 대체하였다.
1875년, 미주리주는 새 헌법을 채택하였다. 그 헌법은 주지사의 임기를 2년에서 4년으로 재설립하였다. 또한 비율과 선적 상태를 규제하기 위해 주의 철도 위원회를 설립하기도 하였다.
남북 전쟁 이후에 거의 20년 동안 많은 전직 남군 게릴라들이 범죄자가 되었다. 그들은 은행, 역마차와 열차들을 강탈하였다. 1881년, 토머스 T. 크리텐던 주지사는 무법자들을 멈추는 캠페인을 시작하였다. 그는 가장 이름난 산적들 중 하나인 제시 제임스의 체포를 위한 5000 달러의 현상금을 제공하였다. 제임스는 1882년 자신의 부하들 중 1명에게 살해되었다.
1904년, 세인트루이스에서 루이지애나 매입 박람회가 열렸다. 이 세계 박람회는 미국과 다른 나라들로부터 거의 2천만명의 방문객들을 끌어들였다. 인기있는 전람은 자동차들을 나타냈다. 자동차들 중 하나는 뉴욕 시로부터 세인트루이스로 먼길을 무릎쓰고 운전해 왔다.
1905년, 조지프 W. 포크 주지사는 주의 가장 향상적인 행정 중 하나를 시작하였다. 미주리주는 주 전체의 예비 선거들을 채택하고 정치적, 사회적과 산업적 개혁들을 시작하였다. 법률들은 미주리의 공장들에서 노동 상태에 대한 조사 요구가 통과되었다. 다른 법률들은 주에서 어린이 노동과 공공적 유용을 규제하였다.
1917년, 미국이 제1차 세계 대전에 참전한 후, 미주리주의 광업, 제조업과 농업이 국가의 군사들을 공급하기 위해 확장되었다. 린 카운티에서 태어난 존 퍼싱 장군이 프랑스에서 미군의 총사령관이 되었다. 그런디 카운티에서 태어난 에노크 H. 크라우더 장군은 의무 병역 제도의 초대 국장이 되었다.
세인트루이스 지역을 위한 전력의 중요한 근원인 배그널 댐이 1931년에 완공되었다. 댐으로 인해 모아진 물들이 오자크 산맥의 미주리 호를 형성하였다. 1930년대의 대공황이 일어난 동안에 많은 미주리 주민들이 자신들의 직업을 잃고 농부들은 저가격 때문에 고통을 겪었다. 가이 B. 파크 주지사 아래에 주 정부의 피고용인들의 다수가 절단되고 정부의 운영비들이 축소되었다. 연방 정부는 고용과 구제를 마련하도록 미주리주에서 일부 특약점들을 세웠다.

### 1900년대 중반
제2차 세계 대전이 일어나는 동안에 군사를 위한 공급물들을 마련하기 위해 미주리주에서 많은 새로운 산업들이 발달하였다. 1945년, 주는 새 헌법을 채택하였다.
1944년, 인디펜던스의 상원 해리 트루먼이 프랭클린 D. 루스벨트 대통령 아래에서 부통령으로 선출되었다. 1945년, 루스벨트가 사망한 뒤에 트루먼은 대통령이 되었고, 1948년 대통령으로서 완전한 임기로 당선되었다.
1950년대 동안에 새로운 산업 지대들이 미주리주의 경제를 상승시켰다. 전자 공장 지대가 조플린에 열리고 세인트루이스와 니어쇼의 공장들이 우주선을 위한 부품들을 생산하기 시작하였다. 우라늄 가공 지대는 웰던스프링에서 운영으로 들어갔다.
1960년대 동안에 미주리주는 더 많은 산업들을 끌어들이기 위해 강한 추진력을 발휘하였다. 그 일은 또한 한 해에 5억 달러의 비즈니스가 된 관광업에 용기를 주었다. 미주리주의 광업은 1960년대에 크로퍼드, 덴트, 프랭클린, 아이언과 워싱턴 카운티에서 철광석의 매장량들의 발견과 함께 확장되었다.
1960년대 초반에 들어서 미주리주의 공동 학교들의 대부분이 인종 차별 대우를 폐지하였다. 주 헌법은 인종적으로 분리된 학교들을 위하여 마련되었다. 그러나 1954년, 미국 대법원은 공동 학교들의 의무적 인종 분리는 비헌법적이라고 판결하였다.

### 1900년대 후반
1970년대 동안에 도시 문제들은 미주리주에서 증가적으로 심각해졌다. 세인트루이스와 캔자스시티에서 예를 들어 많은 중류 가정들이 외곽들로 이주하였다. 인구의 변화는 거의 재정적 후원의 도시들을 유출시켰다. 부적당한 교통과 늘어나는 범죄가 미주리주의 도시들의 문제들에 추가되었다. 대도시들은 새로운 비즈니스들과 관광객들을 끌어들이기 위해 자신들의 다운타운 지역들을 재개발하는 시도를 하였다.
미주리주의 농장 공동체는 1980년대 중반에 국내적 농장 위기가 일어난 동안에 고통을 겪었다. 많은 농부들은 자신들의 농장들을 지킬 여유가 없었다. 미주리주의 산업들의 다수도 또한 외국 무역 제한이 늦추어지면서 이 시기에 고통을 겪었다. 하지만 주의 경제는 1990년대에 향상되었다.
미주리주는 또한 환경적 문제들에 직면하임였다. 새로운 대지 개발들로부터 온 유거수가 호수들을 진흙으로 더럽히고 표토의 대지를 빼앗았다. 매립지들과 정화 탱크들로부터 온 오염아 지하수 공급에 위협을 가하였다. 1980년대 초반에 유독한 물질 다이옥신의 높은 레블이 세인트루이스 근처의 타임스비치와 다른 미주리의 지역들에서 발견되었다. 미국 정부는 타임스비치에서 모든 주택과 비즈니스들을 사들였다. 1997년, 정화 프로그램이 완료된 후, 정부는 대지를 주에게 넘겨주었다. 미주리주는 대지에 산길 66 주립 공원을 설립하였다.
1993년, 미시시피-미주리 강을 따라 일어난 파괴적인 홍수가 중서부에서 주들에 심하게 영향을 주었다. 미주리주는 재앙으로 인해 가장 세게 타격을 받은 주들 중 하나였다. 홍수들은 주에서 재산의 수조 달러의 가치와 수확물에 손상을 입혔다.

### 21세기
문제들의 악의에서 주의 경제는 1990년대 후반과 2000년대의 시작으로 들어가면서 강하게 남아있었다. 많은 농산물들은 지속적으로 번영하였고, 새로운 혹은 확장된 공장들은 도시들에서 튀어올랐다. 추가로 관광업은 미주리주를 위한 1조 달러의 산업이 되었다. 세인트루이스, 캔자스시티와 스프링필드는 주요 비즈니스, 종교적과 정치적 집회들을 끌어들였다. 오자크 산맥은 넓은 지역으로부터 피서객들을 끌었다. 오자크 산맥의 타운 브랜슨은 주요 목적지를 유지하였다. 브랜슨은 1990년대에 들어서 컨트리 음악 산업의 중요한 중심지가 되었다. 1990년대 중반에 브랜슨에서 개발된 판로 쇼핑몰들도 또한 타운의 항소에 추가되었다.

## 경제

### 서비스업

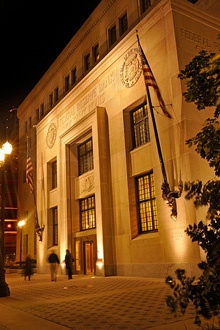
세인트루이스 연방 준비 은행

서비스업은 미주리주의 고용과 국내총생산의 대략 5분의 4를 차지한다. 서비스업의 대부분은 캔자스시티와 세인트루이스에 집중되어 있다.
세인트루이스와 캔자스시티는 둘 다 중서부의 주요한 재정적 도시들 사이에 있다. 각각의 도시는 연방 준비 은행의 구역 지점의 본거지이다. 많은 호텔, 식당과 소매상들도 또한 세인트루이스와 캔자스시티 지역들에 있다.
주도인 제퍼슨시티는 정부 활동의 중심지이다. 컬럼비아, 캔자스시티, 세인트루이스와 스프링필드는 미주리주에서 보건의 주요 중심지들이다.
교통 서비스들은 미주리주의 경제에 중요하다. 주요 이삿짐 회사들은 펜턴에 기지를 두었다. 많은 철도들이 캔자스시티와 세인트루이스에 큰 운영들을 두었다. 어떤 상사들은 화물을 수송하기 위해 미시시피강과 미주리 강에서 부선을 이용한다.

### 제조업

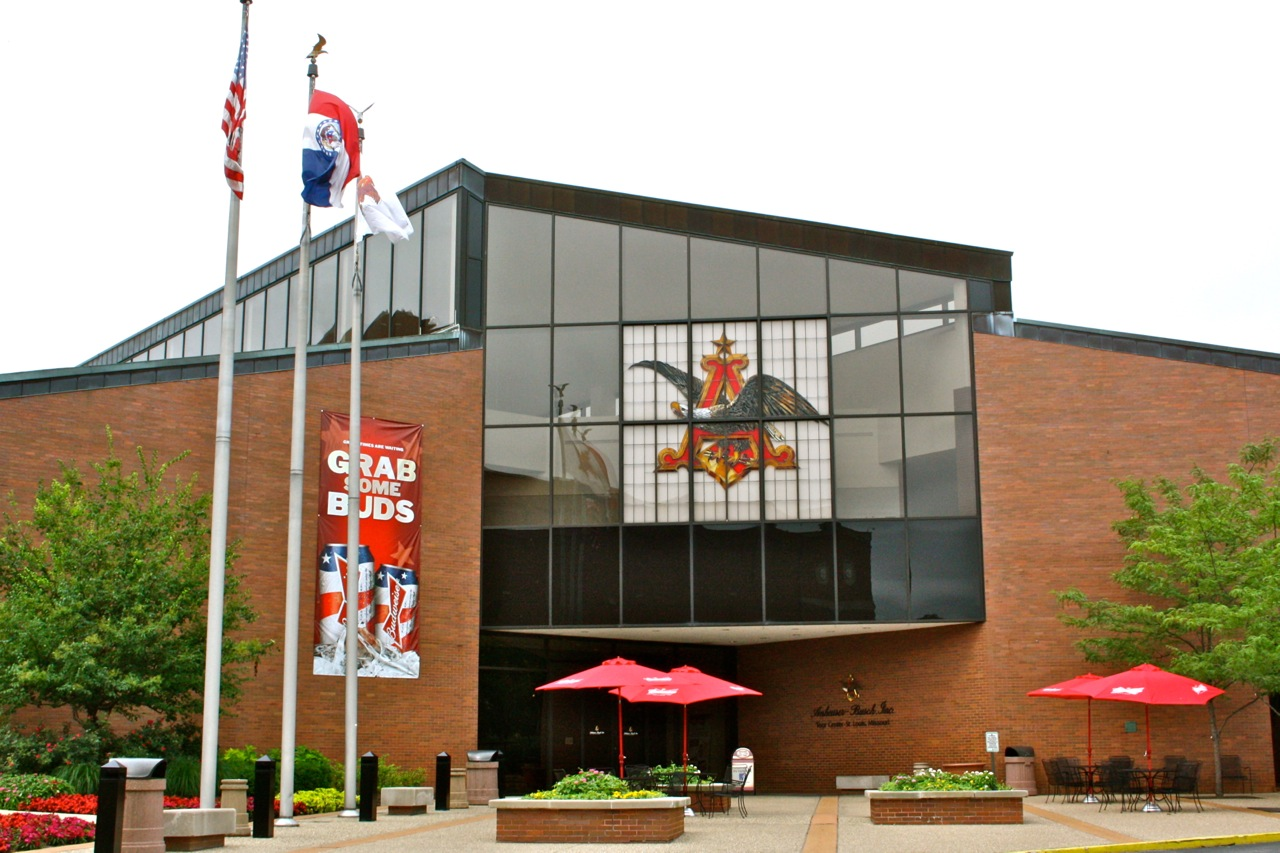
세인트루이스에 있는 앤하이저부시 양조장

미주리주의 제조업은 거의 캔자스시티와 세인트루이스의 메트로폴리탄 지역들에서 생산된다. 화학, 식료품과 교통 수단들은 주요한 제조품들이다.
화학 산업은 비료, 살충제, 약품과 비누의 생산을 포함한다. 세인트루이스 지역은 주의 총 화학품 제조업의 대략 절반을 차지한다. 낙농제품 가공 지대들은 스프링필드와 다른 도시들에 있다. 세인트루이스는 주요한 맥주 양조사 앤하이저부시의 본거지다. 국가의 겨울밀 벨트의 중앙에 있는 캔자스시티에는 큰 밀가루 제분소가 있다. 미주리주에서 제조되는 교통 수단들은 항공기, 보트, 열차, 트럭과 트럭의 트레일러를 포함한다. 미주리주는 트럭 생산을 선도하는 주로서 손꼽힌다. 캔자스시티, 세인트루이스와 웬츠빌에 있는 공장 지대들이 트럭을 제조한다. 세인트루이스는 미국에서 군사 항공의 생산을 위한 주요한 주들 중 하나이다.
미주리주에서 만들어지는 다른 제품들은 합성 금속 제품, 기계와 인쇄 물자들을 포함한다. 미주리주의 합성 금속 제품들은 탄약, 문과 상점의 기계 제품들을 포함한다. 세인트루이스에 있는 공장 지대들은 난방 기계들을 만든다. 캔자스시티는 미국에서 그리팅 카드 생산주 홀마크 카즈의 본거지이다.
건전지 및 손전등 제조 회사인 에너자이저의 본사가 세인트루이스 서쪽의 타운 앤드 컨트리에 있다.

### 농업
농장들은 미주리주 대지 지역의 대략 3분의 2를 뒤덮고 있다. 가축과 축산물은 미주리주 농장 소득의 대략 절반을 차지한다. 미주리주는 육우, 돼지와 칠면조의 주요한 사육지들 중 하나이다. 육우와 젖소의 생산은 미주리주의 중부와 남서부에 집중되어 있다. 돼지 농장들은 주의 전역에 걸쳐 중요하다. 미주리 중부의 농부들은 대부분의 칠면조를 기른다.
수확물도 또한 미주리주 농장 소득의 대략 절반을 차지한다. 미주리주는 옥수수, 수수와 콩의 중요한 생산지이다. 옥수수 농장들이 가장 많이 모인 곳은 주의 북부 절반과 남동부의 모퉁이이다. 오드레인 카운티 지역과 주의 남동부 모퉁이는 대부분의 수수를 재배한다. 주의 북부와 남동부는 가장 큰 대두의 생산 지역들이다. 농부들은 면화, 건초와 밀을 대량으로 재배하기도 한다.

### 광업
납, 석회와 포틀랜드 시멘트는 미주리주 광업 소득의 대부분을 차지한다. 미주리주는 납과 석회의 생산에서 주들을 선도하고 있다. 납은 주의 남동부, 특히 아이언과 레이놀즈 카운티들에서 채굴된다. 구리, 은과 아연도 납의 광산들로부터 생산된다. 석회암은 주의 전역을 통하여 채굴된다. 미주리주는 포틀랜드 시멘트의 주요한 생산지이다. 주에는 또한 석탄의 비축분을 가지고 있다. 석탄은 주로 베이츠 카운티에 있는 노천 광산들에서 나온다. 미주리주의 다른 광물들은 점토, 백운석, 준보석, 화강암, 석유와 모래와 자갈을 포함한다.

## 주민
| 인구조사                      | 인구      | Note | %±     |
| ----------------------------- | --------- | ---- | ------ |
| 1810년                        | 19,783    |      | —      |
| 1820년                        | 66,586    |      | 236.6% |
| 1830년                        | 140,455   |      | 110.9% |
| 1840년                        | 383,702   |      | 173.2% |
| 1850년                        | 682,044   |      | 77.8%  |
| 1860년                        | 1,182,012 |      | 73.3%  |
| 1870년                        | 1,721,295 |      | 45.6%  |
| 1880년                        | 2,168,380 |      | 26.0%  |
| 1890년                        | 2,679,185 |      | 23.6%  |
| 1900년                        | 3,106,665 |      | 16.0%  |
| 1910년                        | 3,293,335 |      | 6.0%   |
| 1920년                        | 3,404,055 |      | 3.4%   |
| 1930년                        | 3,629,367 |      | 6.6%   |
| 1940년                        | 3,784,664 |      | 4.3%   |
| 1950년                        | 3,954,653 |      | 4.5%   |
| 1960년                        | 4,319,813 |      | 9.2%   |
| 1970년                        | 4,676,501 |      | 8.3%   |
| 1980년                        | 4,916,686 |      | 5.1%   |
| 1990년                        | 5,117,073 |      | 4.1%   |
| 2000년                        | 5,595,211 |      | 9.3%   |
| 2010년                        | 5,988,927 |      | 7.0%   |
| 2019 (추산)                   | 6,137,428 |      | 2.5%   |
| 출처: 1910–2010 2019 estimate |           |      |        |

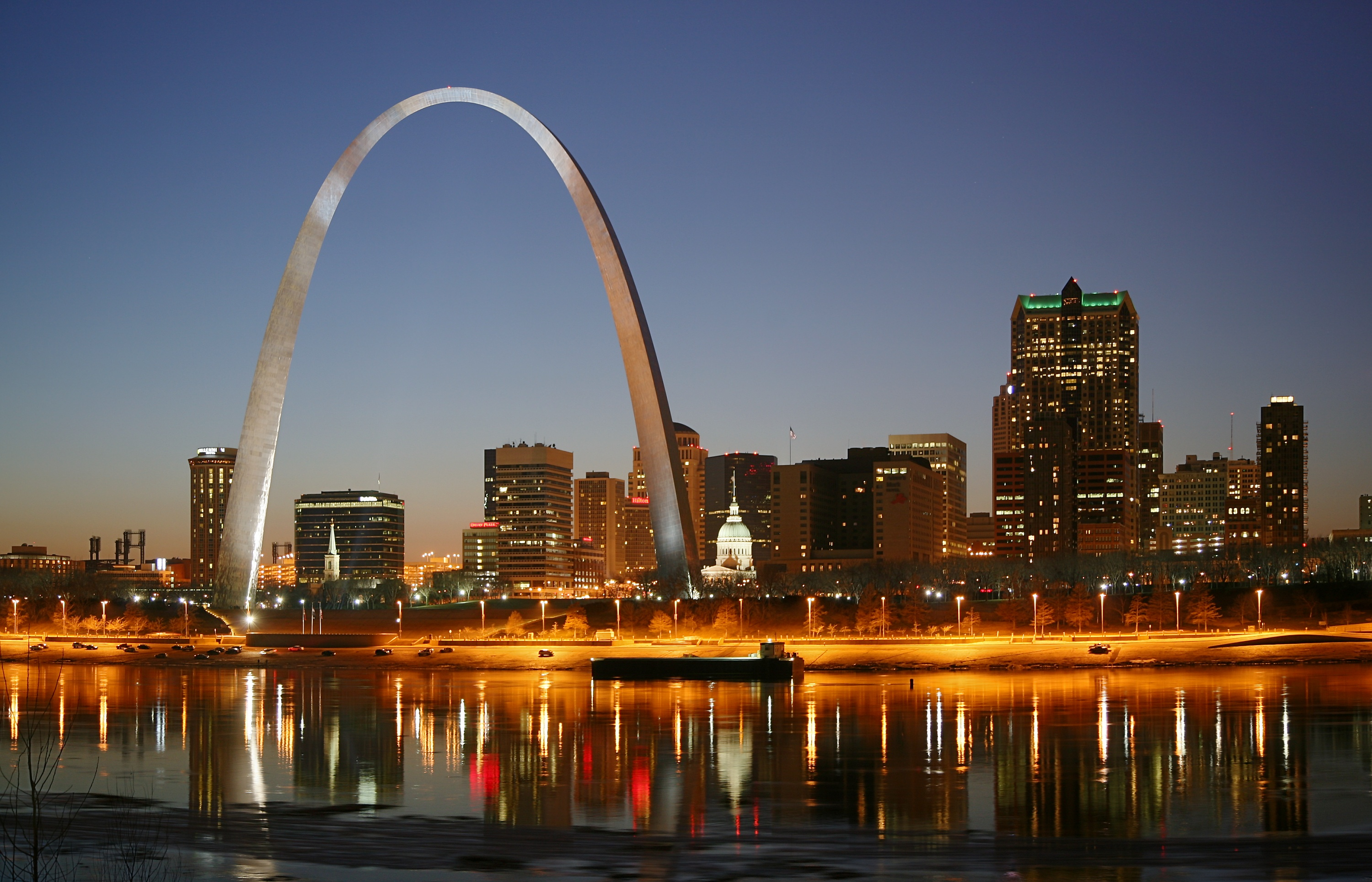
세인트루이스의 야경

2000년, 미국 인구 조사국은 미주리주의 인구가 5,595,211명이라고 보고하였다. 1990년의 5,117,073명에서 대략 9 퍼센트나 증가하였다. 2000년, 조사국에 따르면 미주리주가 인구에서 50개의 주들 중에 17위이다
미주리 주민의 대략 4분의 3은 주의 8개의 메트로폴리탄 지역에 살고 있다. 대략 3분의 1은 일리노이주에 걸쳐진 세인트루이스 메트로폴리탄 지역에 산다. 미주리주의 다른 메트로폴리탄 지역들은 컬럼비아, 파예트빌(아칸소주) - 스프링데일(아칸소주) - 로저스, 제퍼슨시티, 조플린, 캔자스시티, 세인트조지프와 스프링필드이다.
캔자스시티는 주에서 가장 큰 도시이며, 세인트루이스는 2번째로 크다. 두 도시는 국가의 주요 교통, 곡식과 가축의 중심지로 손꼽힌다. 다른 중요한 도시들에는 스프링필드, 인디펜던스와 컬럼비아가 있다
미주리주에 사는 주민들의 대략 11 퍼센트는 아프리카계 미국인이다. 다른 큰 인구 집단에는 독일, 아일랜드, 영국, 아메리카 인디언, 프랑스, 이탈리아, 그리스, 네덜란드 계통의 주민들이 포함된다